# Gran Premio de los Países Bajos de Motociclismo de 1986
El Gran Premio de los Países Bajos de Motociclismo de 1986 fue la sexta prueba de la temporada 1986 del Campeonato Mundial de Motociclismo. El Gran Premio se disputó el 28 de junio de 1986 en el Circuito de Assen.

## Resultados 500cc
Caída en la primera vuelta del propietario de la pole position el estadounidense Eddie Lawson. La victoria fue para el australiano Wayne Gardner (que reduce su desventaja en la clasificación general a 8 puntos respecto Lawson) por delante de los estadounidenses Randy Mamola y Mike Baldwin.
| Pos.     | Piloto              | Equipo | Tiempo   | Pts. |
| -------- | ------------------- | ------ | -------- | ---- |
| 1        | Wayne Gardner       | Honda  | 45.17.78 | 15   |
| 2        | Randy Mamola        | Yamaha | 45.21.41 | 12   |
| 3        | Mike Baldwin        | Yamaha | 45.27.84 | 10   |
| 4        | Robert McElnea      | Yamaha | 45.27.92 | 8    |
| 5        | Christian Sarron    | Yamaha | 45.38.21 | 6    |
| 6        | Raymond Roche       | Honda  | 45.50.42 | 5    |
| 7        | Ron Haslam          | ELF    | 45.57.74 | 4    |
| 8        | Roger Burnett       | Honda  | 46.05.03 | 3    |
| 9        | Didier de Radiguès  | Honda  | 46.25.48 | 2    |
| 10       | Juan Garriga        | Cagiva | 46.52.10 | 1    |
| 11       | Marco Gentile       | Fior   | 47.09.18 |      |
| 12       | Boet van Dulmen     | Honda  | 47.12.89 |      |
| 13       | Wolfgang von Muralt | Suzuki | 47.39.15 |      |
| 14       | Masuru Mizutani     | Suzuki | 1 Vuelta |      |
| 15       | Simon Buckmaster    | Honda  | 1 Vuelta |      |
| 16       | Mile Pajic          | Honda  | 1 Vuelta |      |
| 17       | Manfred Fischer     | Honda  | 1 Vuelta |      |
| 18       | Marco Papa          | Honda  | 1 Vuelta |      |
| 19       | Eero Hyvärinen      | Honda  | 1 Vuelta |      |
| 20       | Rob Punt            | Honda  | 1 Vuelta |      |
| 21       | Esko Kuparinen      | Honda  | 1 Vuelta |      |
| 22       | Dietmar Mayer       | Honda  | 1 Vuelta |      |
| Ret      | Peter Sköld         | Honda  | Ret      |      |
| Ret      | Kevin Schwantz      | Suzuki | Ret      |      |
| Ret      | Maarten Duyzers     | Suzuki | Ret      |      |
| Ret      | Marc Philips        | Suzuki | Ret      |      |
| Ret      | Peter Linden        | Honda  | Ret      |      |
| Ret      | Massimo Messere     | Honda  | Ret      |      |
| Ret      | Dave Petersen       | Suzuki | Ret      |      |
| Ret      | Gustav Reiner       | Honda  | Ret      |      |
| Ret      | Kenny Irons         | Suzuki | Ret      |      |
| Ret      | Ray Swann           | Suzuki | Ret      |      |
| Ret      | Paul Lewis          | Suzuki | Ret      |      |
| Ret      | Shungi Yatsushiro   | Honda  | Ret      |      |
| Ret      | Karl Truchsess      | Honda  | Ret      |      |
| Ret      | Eddie Lawson        | Yamaha | Ret      |      |
| DNQ      | Henry Boerman       | Assmex | DNQ      |      |
| DNQ      | David Griffith      | Suzuki | DNQ      |      |
| DNQ      | Andy Leuthe         | Honda  | DNQ      |      |
| DNQ      | Philippe Robinet    | Honda  | DNQ      |      |
| DNQ      | Helmut Schütz       | Honda  | DNQ      |      |
| DNQ      | Bohumil Stasa       | Honda  | DNQ      |      |
| Sources: |                     |        |          |      |

## Resultados 250cc
Cuarta victoria de la temporada para el venezolano Carlos Lavado que ahora tiene una ventaja de 21 puntos sobre el alemán Anton Mang y 25 sobre el español Sito Pons, que fue segundo en esta prueba.
| Pos. | Piloto                 | Moto        | Tiempo   | Pts. |
| ---- | ---------------------- | ----------- | -------- | ---- |
| 1    | Carlos Lavado          | Yamaha      | 42.30.19 | 15   |
| 2    | Anton Mang             | Honda       | 42.17.78 | 12   |
| 3    | Sito Pons              | Honda       | 42.19.14 | 10   |
| 4    | Donnie McLeod          | Armstrong   | 42.21.06 | 8    |
| 5    | Martin Wimmer          | Yamaha      | 42.27.63 | 6    |
| 6    | Tadahiko Taira         | Yamaha      | 42.28.96 | 5    |
| 7    | Dominique Sarron       | Honda       | 42.32.06 | 4    |
| 8    | Jacques Cornu          | Honda       | 42.34.19 | 3    |
| 9    | Jean-François Baldé    | Honda       | 42.34.46 | 2    |
| 10   | Reinhold Roth          | Honda       | 42.55.56 | 1    |
| 11   | Siegfried Minich       | Honda       | 42.57.24 |      |
| 12   | Niall Mackenzie        | Armstrong   | 43.06.47 |      |
| 13   | Hans Becker            | Yamaha      | 43.15.59 |      |
| 14   | Hans Lindner           | Rotax       | 43.21.45 |      |
| 15   | Alan Carter            | Cobas-Rotax | 43.21.81 |      |
| 16   | Maurizio Vitali        | Garelli     | 43.22.10 |      |
| 17   | Cees Doorakkers        | Honda       | 43.22.60 |      |
| 18   | Gary Noel              | EMC         | 43.29.84 |      |
| 19   | Jochen Schmid          | Yamaha      | 43.37.96 |      |
| 20   | Urs Lüzi               | Yamaha      | 43.43.16 |      |
| 21   | Gerard van der Wal     | Assmex      | 43.47.64 |      |
| 22   | Antonio Garcia         | Cobas       | 43.54.53 |      |
| Ret  | Herbert Besendörfer    | Yamaha      | Ret      |      |
| Ret  | Andy Watts             | EMC-Rotax   | Ret      |      |
| Ret  | Andreas Preining       | Rotax       | Ret      |      |
| Ret  | Fausto Ricci           | Honda       | Ret      |      |
| Ret  | Stéphane Mertens       | Yamaha      | Ret      |      |
| Ret  | Carlos Cardús          | Honda       | Ret      |      |
| Ret  | Jean Foray             | Yamaha      | Ret      |      |
| Ret  | Roland Freymond        | Yamaha      | Ret      |      |
| Ret  | Mar Schouten           | Honda       | Ret      |      |
| Ret  | Pierre Bolle           | Parisienne  | Ret      |      |
| Ret  | Harald Eckl            | Honda       | Ret      |      |
| Ret  | Jean-Michel Mattioli   | Yamaha      | Ret      |      |
| Ret  | Virginio Ferrari       | Honda       | Ret      |      |
| Ret  | Manfred Herweh         | Aprilia     | Ret      |      |
| DNQ  | Svend Andersson        | Yamaha      | DNQ      |      |
| DNQ  | Bruno Bonhuil          | Honda       | DNQ      |      |
| DNQ  | Garry Cowan            | Honda       | DNQ      |      |
| DNQ  | Joey Dunlop            | Honda       | DNQ      |      |
| DNQ  | Manuel González        | Yamaha      | DNQ      |      |
| DNQ  | Jean-Louis Guignabodet | MIG         | DNQ      |      |
| DNQ  | Luis Lavado            | Yamaha      | DNQ      |      |
| DNQ  | Ian Newton             | Armstrong   | DNQ      |      |
| DNQ  | Sergio Pellandini      | Honda       | DNQ      |      |

## Resultados 125cc
Otro monólogo de los Garelli con la tercera victoria de la temporada del italiano Luca Cadalora y con su compañero de escudería, Fausto Gresini, segundo. Otro italiano, Ezio Gianola, acabó tercero, que calcan las posiciones en la clasificación general.
| Pos. | Piloto                       | Moto      | Tiempo    | Pts. |
| ---- | ---------------------------- | --------- | --------- | ---- |
| 1    | Luca Cadalora                | Garelli   | 39.30.04  | 15   |
| 2    | Fausto Gresini               | Garelli   | 39.30.30  | 12   |
| 3    | Ezio Gianola                 | MBA       | 39.57.29  | 10   |
| 4    | Domenico Brigaglia           | Ducados   | 40.02.98  | 8    |
| 5    | Bruno Kneubühler             | MBA       | 40.03.38  | 6    |
| 6    | Johnny Wickström             | Tunturi   | 40.16.72  | 5    |
| 7    | Paolo Casoli                 | MBA       | 40.32.88  | 4    |
| 8    | Thierry Feuz                 | MBA       | 40.33.35  | 3    |
| 9    | Gastone Grassetti            | MBA       | 40.52.82  | 2    |
| 10   | Ángel Nieto                  | Ducados   | 41.01.89  | 1    |
| 11   | Willy Pérez                  | MBA       | 41.04.60  |      |
| 12   | Paul Bordes                  | MBA       | 41.04.88  |      |
| 13   | Andrés Sánchez               | MBA       | 41.23.70  |      |
| 14   | Robin Appleyard              | MBA       | 41.32.22  |      |
| 15   | Jan Eggens                   | EGA       | 41.32.71  |      |
| 16   | Norbert Peschke              | MBA       | 41.53.15  |      |
| 17   | Esa Kytölä                   | MBA       | 41.53.63  |      |
| 18   | Robin Milton                 | MBA       | 41.56.28  |      |
| 19   | Patrick Daudier              | MBA       | 1 Vuelta  |      |
| 20   | Thierry Maurer               | MBA       | 1 Vuelta  |      |
| 21   | Thomas Møller-Pedersen       | MBA       | 1 Vuelta  |      |
| 22   | Ton Spek                     | MBA       | 3 Vueltas |      |
| Ret  | Peter Sommer                 | MBA       | Ret       |      |
| Ret  | August Auinger               | MBA       | Ret       |      |
| Ret  | Willi Huperich               | Seel      | Ret       |      |
| Ret  | Alfred Waibel                | MBA       | Ret       |      |
| Ret  | Steve Mason                  | MBA       | Ret       |      |
| Ret  | Jacques Hutteau              | MBA       | Ret       |      |
| Ret  | Mike Leitner                 | MBA       | Ret       |      |
| Ret  | Janez Pintar                 | Eberhardt | Ret       |      |
| Ret  | Lucio Pietroniro             | MBA       | Ret       |      |
| Ret  | Pier Paolo Bianchi           | MBA       | Ret       |      |
| Ret  | Håkan Olsson                 | MBA       | Ret       |      |
| Ret  | Jussi Hautaniemi             | MBA       | Ret       |      |
| Ret  | Anton Straver                | MBA       | Ret       |      |
| DNQ  | Manuel Hernández             | Benetti   | DNQ       |      |
| DNQ  | Giuseppe Ascareggi           | Seel      | DNQ       |      |
| DNQ  | Peter Baláž                  | MBA       | DNQ       |      |
| DNQ  | Manfred Braun                | MBA       | DNQ       |      |
| DNQ  | Michel Escudier              | MBA       | DNQ       |      |
| DNQ  | Eric Gijsel                  | MBA       | DNQ       |      |
| DNQ  | Fernando González de Nicolás | MBA       | DNQ       |      |
| DNQ  | Olivier Liégeois             | Assmex    | DNQ       |      |
| DNQ  | Jean-Claude Selini           | ABF       | DNQ       |      |
| DNQ  | Iván Troisi                  | MBA       | DNQ       |      |
| DNQ  | Boy van Erp                  | MBA       | DNQ       |      |
| DNQ  | Rune Zaelle                  | MBA       | DNQ       |      |

## Resultados 80cc
El dúo de pilotos de Derbi los españoles Jorge Martínez Aspar y Manuel Herreros, ocuparon los dos primeros puestos del podio. El holandés Hans Spaan cerró el podio. En la clasificación general, Martínez y Herreros siguen en cabeza por delante del suizo Stefan Dörflinger y el 13 veces campeón Ángel Nieto.
| Pos. | Piloto               | Moto       | Tiempo   | Pts. |
| ---- | -------------------- | ---------- | -------- | ---- |
| 1    | Jorge Martínez Aspar | Derbi      | 31.02.05 | 15   |
| 2    | Manuel Herreros      | Derbi      | 31.12.62 | 12   |
| 3    | Hans Spaan           | Casal      | 31.14.73 | 10   |
| 4    | Ángel Nieto          | Derbi      | 31.21.60 | 8    |
| 5    | Stefan Dörflinger    | Krauser    | 31.22.60 | 6    |
| 6    | Gerhard Waibel       | Krauser    | 31.35.88 | 5    |
| 7    | Josef Fischer        | Krauser    | 31.53.11 | 4    |
| 8    | Domingo Gil Blanco   | Autisa     | 32.08.48 | 3    |
| 9    | Gerd Kafka           | Krauser    | 32.28.15 | 2    |
| 10   | Félix Rodríguez      | Autisa     | 32.31.83 | 1    |
| 11   | Henk van Kessel      | Krauser    | 32.40.34 |      |
| 12   | Herri Torrontegui    | Autisa     | 32.40.75 |      |
| 13   | Chris Baert          | Seel       | 32.42.97 |      |
| 14   | Bert Smit            | BZ         | 32.47.56 |      |
| 15   | Günter Schirnhofer   | Krauser    | 32.47.86 |      |
| 16   | Reiner Scheidhauer   | Seel       | 32.48.31 |      |
| 17   | Kees Besseling       | CJB        | 32.48.58 |      |
| 18   | Rainer Kunz          | Ziegler    | 32.50.72 |      |
| 19   | Hans Koopman         | Ziegler    | 33.12.04 |      |
| 20   | Mario Stocco         | Casal      | 33.24.72 |      |
| 21   | Stefan Prein         | Casal      | 33.47.22 |      |
| 22   | Raimo Lipponen       | Krauser    | 33.47.71 |      |
| 23   | Reiner Koster        | Kroko      | 33.49.00 |      |
| 24   | Janez Pintar         | Eberhardt  | 1 Vuelta |      |
| Ret  | Ian McConnachie      | Krauser    | Ret      |      |
| Ret  | Pier Paolo Bianchi   | Seel       | Ret      |      |
| Ret  | Theo Timmer          | Huvo-Casal | Ret      |      |
| Ret  | Juan Ramón Bolart    | Autisa     | Ret      |      |
| Ret  | Bruno Casanova       | Krauser    | Ret      |      |
| Ret  | René Dünki           | Krauser    | Ret      |      |
| Ret  | Salvatore Milano     | Krauser    | Ret      |      |
| Ret  | Alex Barros          | Autisa     | Ret      |      |
| Ret  | Wilco Zeelenberg     | Casal      | Ret      |      |
| Ret  | Stefan Brägger       | Krauser    | Ret      |      |
| Ret  | Jos van Dongen       | Krauser    | Ret      |      |
| Ret  | Luis Miguel Reyes    | Autisa     | Ret      |      |
| DNQ  | Richard Bay          | Rupp       | DNQ      |      |
| DNQ  | Thomas Engl          | ESCH       | DNQ      |      |
| DNQ  | Serge Julin          | Huvo Casal | DNQ      |      |
| DNQ  | Mika-Sakar Komu      | Eberhard   | DNQ      |      |
| DNQ  | Steve Lawton         | Eberhard   | DNQ      |      |
| DNQ  | Otto Machinek        | Krauser    | DNQ      |      |
| DNQ  | Steve Mason          | Huvo Casal | DNQ      |      |
| DNQ  | Jarnö Piepponen      | Keifer     | DNQ      |      |